# Martin F. Allen

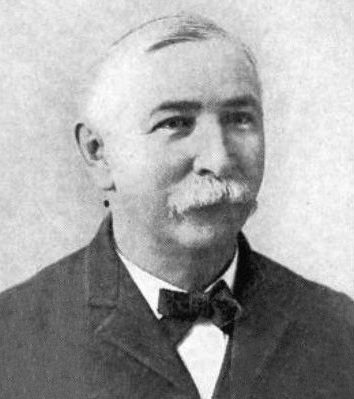
Martin F. Allen, 1900

Martin Fletcher Allen (* 28. November 1842 in Ferrisburgh, Vermont; † 24. Mai 1927 ebenda) war ein US-amerikanischer Bankier, Geschäftsmann, Landwirt und Politiker, der von 1900 bis 1902 Vizegouverneur von Vermont war.

## Leben
Martin F. Allen wurde in North Ferrisburgh, Vermont geboren. Er besuchte das Eastman Business College in Poughkeepsie, New York und wurde Kaufmann und Inhaber eines Einzelhandelsgeschäfts. Allen war auch an verschiedenen anderen Geschäften beteiligt, wie dem Bankgewerbe, Farmen und einer Schrotmühle, zudem war er als Postmeister von North Ferrisburg tätig.
Als Republikaner war Allen von 1882 bis 1883 Abgeordneter im Repräsentantenhaus von Vermont und von 1890 bis 1891 im Senat von Vermont. Zum Vizegouverneur wurde er 1900 gewählt und dieses Amt hatte er bis 1902 inne.

## Strafverfahren
Während seiner Amtszeit wurde Allen im Mai 1901 als einer von mehreren leitenden Angestellten der Farmers’ National Bank, verhaftet. Ihnen wurde vorgeworfen an einer Unterschlagung durch einen Kassierer der Bank beteiligt gewesen zu sein. In dem Verfahren von 1902 wurden sie freigesprochen, während der Kassierer zu sieben Jahren Haft verurteilt wurde.
Nach dem Ausscheiden aus dem Amt nahm Allen seine Geschäftsaktivitäten erneut auf, bis ihn seine Alzheimer-Erkrankung zwang, alle seine aktiven Beschäftigungen aufzugeben und er zurückgezogen in North Ferrisburgh lebte. Dort starb er am 24. Mai 1927. Sein Grab befindet sich auf dem North Ferrisburgh Cemetery.